# تأخیر انتشار
تأخیر انتشار (به انگلیسی: propagation delay) مدت زمانی است که طول می‌کشد تا سیگنال به مقصد برسد. می‌تواند به شبکه‌های کامپیوتری، الکترونیک، و فیزیک مربوط شود. زمان نگهداری (به انگلیسی: Hold time) کمینه فاصله مورد نیاز برای باقی‌ماندن سطح منطقی در ورودی پس از تحریک‌سازی لبه پالس ساعت است.

## شبکه
در شبکه‌های کامپیوتری، تأخیر پخش مقدار زمانی است که طول می‌کشد بالاترین سیگنال از فرستنده به گیرنده جابه‌جا شود. این را می‌توان به عنوان نسبت بین طول پیوند و سرعت انتشار در میان خاص محاسبه می‌شود. تأخیر پخش برابر است با d/s که در آن d فاصله است و s سرعت پخش موج. در مخابرات بی‌سیم s=c یعنی سرعت‌نور است. در سیم مسی، سرعت‌ها به‌طور کلی از محدوده ۵۹. سرعت‌نور تا ۷۷. سرعت‌نور است. این تأخیر مانع اصلی در توسعه رایانه‌های با سرعت بالا است و در سیستم‌های IC گلوگاه میان‌هابند نامیده می‌شود.

## الکترونیک

نمودار زمان‌بندی تأخیر انتشار یک دروازه NOT.

یک تمام جمع‌کننده دارای تأخیر کلی ۳ دروازه منطقی از ورودی‌های A و B تا خروجی نقلی C_{out} است که با رنگ قرمز نشان داده شده‌است.

در الکترونیک، دیجیتال و مدارهای الکترونیک دیجیتال، تأخیر پخش یا تأخیر گیت برابر است با مدت زمانی‌که ورودی یک گیت منطقی می‌شود تا زمانی‌که خروجی گیت منطقی معتبر و پایدار باشد. اغلب این اشاره به زمان مورد نیاز خروجی، برای رسیدن از ۱۰ درصد به ۹۰ درصد از سطح خروجی نهایی، آن زمانی که ورودی دچار تغییرات می‌شود. کاهش تأخیر گیت در مدارات دیجیتال اجازه می‌دهد پردازش داده‌ها در سرعت سریع تر انجام پذیرد و بهبود عملکرد کلی را شامل می‌شود. تفاوت در تأخیر پخش المنت‌های منطقی، عمده‌ترین عامل در بروز اشکالات در مدار ناهمزمان به عنوان یک نتیجه از شرایط مسابقه است. پایه تلاش منطقی با بهره‌گیری از تأخیر پخش به مقایسه طرح پیاده شده بیانیه‌های منطقی مشابه می‌پردازد.
تأخیر پخش با درجه حرارت، ولتاژ حاشیه‌ای و همچنین افزایش ظرفیت بار خروجی، افزایش می‌یابد که حالت دوم بزرگترین کمک به افزایش تأخیر است. اگر خروجی یک گیت منطقی به ردیابی طولانی متصل یا با استفاده به عنوان درایو بسیاری از دروازه‌های دیگر باعث افزایش قابل ملاحظه‌ای تأخیر پخش می‌شود. سیم‌ها دارای تأخیر تقریبی ۱ نانوثانیه برای هر ۶ اینچ (۱۵ سانتی‌متر) طول هستند. دروازه‌های منطقی بسته به فناوری مورد استفاده می‌توانند تاخیرهای انتشار از بیش از ۱۰ نانوثانیه تا محدوده پیکوثانیه داشته باشند.

## فیزیک
در فیزیک، به ویژه در زمینه الکترومغناطیس، تأخیر انتشار مدت زمانی است که طول می‌کشد تا سیگنال به مقصد برسد. به عنوان مثال، در مورد سیگنال الکتریکی، مدت زمانی است که سیگنال از طریق یک سیم عبور می‌کند. همچنین ضریب سرعت را ببینید.